# Brownsville (Texas)
 For alternative betydninger, se Brownsville. (Se også artikler, som begynder med Brownsville)
Brownsville er en by i den sydlige del af den amerikanske delstat Texas med 186.738 (2020)
indbyggere.
Byen er grundlagt i 1849. Den har navn efter en amerikansk major, Jacob Brown, som deltog i den mexicansk-amerikanske krig. 
Brownsville ligger ved floden Rio Grande. Over denne flod, som udgør grænsen mellem Mexico og USA, går en bro til den mexicanske by Matamoros. Brownsville er admistrativt centrum i det amerikanske county Cameron County.

## Geografi
Lokalisering: 25°55'49" Nord, 97°29'4" Vest
Sprogene i Brownsville: Engelsk, Spansk
Nærmeste byer: San Benito, Los Fresnos, Harlingen, Port Isabel, La Feria og Matamoros, Mexico

## Bystyre
Borgmester: Pat Ahumada
Bybestyrer: Charlie Cabler
Assisterende bybestyrer: Carlos Ayala
Byråd:
- Anthony Troiani
- Leo T. Garza
- Ricardo Longoria Jr.
- Charlie Atkinson
- Carlos Cisneros
- Edward Camarillo

## Historie
- Brownsville blev grundlagt den 13. januar 1849 af Charles Stillman.
- Under den amerikanske borgerkrig blev varer fra Konføderationen smuglet til Mexico via Brownsville.
- Brownsvilles første internationale broforbindelse til Mexico blev åbnet i 1911.
- Brownsville oplevede den 25. december 2004 det første snefald i 109 år og dermed også – så vidt vides – sin første hvide jul nogensinde.

## Interessante oplysninger
På grund af byens beliggenhed med nærheden til Mexico er engelsk og spansk ligestillede sprog i Brownsville.
Brownsville har 3 internationale broer: 
- "The Brownsville & Matamoros International Bridge", lokalt kaldet "Old Bridge".
- "Gateway International Bridge" lokalt kaldet "new bridge".
- "The Veteran's Bridge" ved Los Tomates, lokalt kaldet "Veteran's Bridge".

I Brownsville findes 50 offentlige skoler, dækkende fra før-børnehavealderen til 12. skoleår.
De lokale attractioner indbefatter Gladys Porter Zoo, Camille Lightner Playhouse, en historisk bykerne med bygninger mere end 150 år gamle, University of Texas at Brownsville, The Brownsville & South Padre Island International Airport (BRO) og en havn kendt som Port of Brownsville. Der er ligeledes let adgang til South Padre Island og Matamoros i Mexico.
SpaceX' udviklings- og raketaffyringsfaciliteter for deres kommende Starship-rumraket ligger omkring 35 km mod øst ud til golfen ved Boca Chica.
En del af de berømte historiske huse i bykernen benyttes nu som retsbygninger. 
Brownsville er hjemby for heltinden i sangen "Delta Dawn".